# مرندية غربية (الرقة)
مرندية غربية قرية سورية تتبع ناحية مركز الرقة في منطقة مركز الرقة في محافظة الرقة. بلغ عدد سكانها 226 نسمة في عام 2004 حسب إحصاء المكتب المركزي للإحصاء.